# Jack Ritchie
Jack Ritchie, pseudonimo di John George Reitci (Milwaukee, 26 febbraio 1922 – Milwaukee, 25 aprile 1983), è stato uno scrittore statunitense.

## Biografia
John George Reitci nasce a Milwaukee il 26 febbraio 1922.
Dopo gli studi al Wisconsin State College of Milwaukee, durante la seconda guerra mondiale serve lo United States Army per due anni nell'isola Kwajalein e durante questo periodo diventa appassionato lettore di gialli.
Tornato a casa lavora per breve tempo nella sartoria del padre prima di dedicarsi alla scrittura e pubblicare più di 350 racconti in antologie come l'Ellery Queen's Mystery Magazine e l'Alfred Hitchcock's Mystery Magazine e ottenere un Premio Edgar nel 1982.
Colpito da infarto, muore a 61 anni il 25 aprile 1983.

## Opere tradotte in italiano
- È ricca, la sposo e l'ammazzo, Milano,  Marcos y Marcos, 1996 traduzione di Sandro Ossola ISBN 88-7168-150-9.
- Le tasse, la morte e tutto il resto, Milano, Marcos y Marcos, 1997 traduzione di Sandro Ossola ISBN 88-7168-193-2.
- Un uomo al guinzaglio, Milano, Marcos y Marcos, 1998 traduzione di Sandro Ossola ISBN 88-7168-213-0.
- Approssimativamente tuo, Milano, Marcos y Marcos, 1999 traduzione di Carlo Oliva ISBN 88-7168-242-4.
- Un metro quadrato di Texas, Milano, Marcos y Marcos, 2001 traduzione di Francesca Giannetto ISBN 88-7168-313-7.
- Il caro prezzo della privacy, Milano, Marcos y Marcos, 2002 traduzione di Tatiana Moroni e Sara Radaelli ISBN 88-7168-284-X.
- La vittima dell'anno, Milano, Marcos y Marcos, 2003 traduzione di Marzia Luppi Cortaldo, Tatiana Moroni e Sara Radaelli ISBN 88-7168-362-5.
- Il grande giorno[6], Milano, Marcos y Marcos, 2018 traduzione di Sandro Ossola e Claudia Tarolo ISBN 978-88-7168-810-7.

## Filmografia

### Cinema
- È ricca, la sposo e l'ammazzo (A New Leaf), regia di Elaine May (1971) (soggetto)

### Televisione
- Alfred Hitchcock presenta Serie TV episodio 7x30 (soggetto)
- L'ora di Hitchcock Serie TV episodi 2x20 e 2x26 (soggetto)
- Il brivido dell'imprevisto Serie TV episodi 4x6 4x16 5x14 5x17 7x5 (soggetto)

## Premi e riconoscimenti
- Premio Edgar per il miglior racconto breve: 1982 vincitore con The Absence of Emily